# Txema Blasco
José María Blasco Echeguren (Vitoria, 13 de julio de 1941-Vitoria, 28 de junio de 2024), conocido como Txema Blasco, fue un actor español.

## Biografía
Cursó sus estudios primarios en los colegios Samaniego y Jesús Obrero de Vitoria. Estudiando en el colegio y durante varios años, formó parte del dúo clown "Hermanos Chetti" junto con Tito Aldama, participando en un total de 4316 representaciones.
Tras fallecer su madre cuando él tiene 13 años de edad, entra a trabajar en Aranzabal a los 14 años –compaginándolo con sus estudios de Bachillerato, Psicología y Comercio–, llegando a ser años más tarde contable de la misma. Al mismo tiempo forma parte de los grupos teatrales La Farándula, Gasteiz o Arlequín.
En 1966 participó en la División de Cine Amateur de la Diputación de Álava grabando multitud de cortometrajes, participando en la década de 1970 en El sacamantecas dirigida por Jesús del Val y En el cura alavés de José Ramón Aguirrezabal.
En la década de 1980 participa en La fuga de Segovia o en Tasio de Montxo Armendáriz. Después de esa actuación en Tasio, trabajó en tres cortometrajes con un mismo director, Pello Varela, entre los cuales destaca Coja usted el siguiente, seleccionado en la XXXIV edición del Festival Internacional de Cine de San Sebastián, hasta que en 1991 volvió a hacer aparición en un largometraje de Enrique Urbizu: Todo por la pasta. Desde entonces su trayectoria ha estado profundamente unida al cine, repitiendo con más de un director, Julio Médem, Pello Varela o Montxo Armendáriz.
En 1992 abandona su puesto de contable en Aranzabal para dedicarse por completo a su carrera de actor, participando durante esa década en Alas de mariposa, Vacas,Los años oscuros, La ardilla roja, Cómo ser infeliz y disfrutarlo, Sálvate si puedes, Salto al vacío o Cuernos de mujer. Alterna sus apariciones en el cine con proyectos en televisión como Del Miño al Bidasoa, El joven Picasso, Pepa y Pepe, Colegio Mayor, Más que amigos, Blasco Ibáñez, la novela de su vida, La virtud del asesino o Médico de familia.
En los años 2000 aparece en las películas Maestros, Leo, Aunque tú no lo sepas o Para que no me olvides y en diversas series como Paraíso, Robles, investigador, Policías, en el corazón de la calle, Un lugar en el mundo, Hospital Central o Cuéntame cómo pasó de TVE, serie en la cual estuvo tres años.
En los años 2010 aparece en numerosas series de televisión como Águila Roja, Los misterios de Laura, Gran Hotel, Aída, Con el culo al aire o en Rabia y en títulos cinematográficos como Vidas pequeñas, Que baje Dios y lo vea o Lo nunca visto.
Entre los años 2014 y 1018 Txema Blasco estuvo a las órdenes de Alfredo José Espinal durante varios días de filmación, grabando el cortometraje de Fantasía "Nidels" y del cual se terminó la intensísima postproducción en marzo de 2024. Grabado prácticamente en su totalidad ante pantalla verde y con el 97 % de los escenarios realizados en 3D, este ha sido el último cortometraje realizado por Txema Blasco. Cortometraje al cual a mostrado un especial cariño. El actor interpreta como protagonista principal a Zors el mago, un viejo amargado que sucumbe ante su vejed no logrando ver los éxitos alcanzados en su larga e intensa vida. Comparte pantalla con actores como Asier Ricarte "Ola de crímenes" o Manex Bengoa, entre más de 60 actores y figurantes. En este momento, el cortometraje se encuentra concursando en varios festivales tanto nacionales como internacionales.
En la década de 2020 participó en menos proyectos, retirándose en 2021. En 2020 recibió el Celedón de Oro concedido por el Ayuntamiento de Vitoria en reconocimiento a su extensa trayectoria profesional. Durante todos sus años como actor, participó en 103 series de televisión, 82 largometrajes y 168 cortometrajes, siendo el actor español que ha participado en más cortos. También dirigió 28 obras de teatro y dos zarzuelas.
Tras tener problemas de salud, en los últimos años de su vida se trasladó a vivir a la residencia Sagrada Familia de Cucho, en la provincia de Burgos.
Falleció el 28 de junio de 2024 a los 82 años. Estaba divorciado. Tenía cuatro hijos –Marta, Óscar, Yoset y Gaizka– y cinco nietos –Javier, Íñigo, Aimar, Uxue y Aiala–.

## Trabajos

### Filmografía (listado incompleto)
| Año  | Título                                                       | Personaje           | Director                                               | Notas        |
| ---- | ------------------------------------------------------------ | ------------------- | ------------------------------------------------------ | ------------ |
| 1979 | El sacamantecas                                              | –                   | Jesús del Val y Juan Carlos Ruiz de Gordoa             | Largometraje |
| 1981 | La fuga de Segovia                                           | Juez                | Imanol Uribe                                           | Largometraje |
| 1986 | Coja usted al siguiente                                      | Juana Gorri         | Pello Varela                                           | Cortometraje |
| 1987 | A los cuatro vientos                                         | Manolo              | José A. Zorrilla                                       | Largometraje |
| 1987 | Azpiko Gizona                                                | Sargento            | Pello Varela                                           | Cortometraje |
| 1987 | Aquel mundo de Jon                                           | –                   | Aitor Mantxola                                         | Cortometraje |
| 1988 | Bi, marra berean                                             | –                   | Pello Varela                                           | Cortometraje |
| 1989 | Eskorpion                                                    | Orbea               | Ernesto Tellería                                       | Largometraje |
| 1989 | Akixo                                                        | –                   | Juanma Bajo Ulloa                                      | Cortometraje |
| 1991 | Todo por la pasta                                            | Carajaula           | Enrique Urbizu                                         | Largometraje |
| 1991 | Alas de mariposa                                             | Abuelo              | Juanma Bajo Ulloa                                      | Largometraje |
| 1992 | Vacas                                                        | Manuel              | Julio Medem                                            | Largometraje |
| 1992 | Los años oscuros                                             | –                   | Arantxa Lazkano                                        | Largometraje |
| 1993 | La ardilla roja                                              | Jefe de Neurología  | Julio Medem                                            | Largometraje |
| 1993 | Mirage                                                       | Víctor              | Michael Aguiló                                         | Cortometraje |
| 1993 | Y creó en el nombre del padre                                | –                   | Óscar del Caz                                          | Cortometraje |
| 1994 | Cómo ser infeliz y disfrutarlo                               | Maldonado           | Enrique Urbizu                                         | Largometraje |
| 1994 | La canción de Valhia                                         | –                   | Óscar del Caz                                          | Cortometraje |
| 1995 | Sálvate si puedes                                            | Maitre              | Joaquín Trincado                                       | Largometraje |
| 1995 | Salto al vacío                                               | Juez 1              | Daniel Calparsoro                                      | Largometraje |
| 1995 | Cuernos de mujer                                             | Apoderado           | Enrique Urbizu                                         | Largometraje |
| 1995 | Morirás en Chafarinas                                        | Coronel             | Pedro Olea                                             | Largometraje |
| 1995 | Belmonte                                                     | Luis Rozalem        | Juan Sebastián Bollaín                                 | Largometraje |
| 1995 | Adiós Toby, adiós                                            | Abuelo              | Ramón Barea                                            | Cortometraje |
| 1995 | Sirenas                                                      | Abuelo              | Fernando León de Aranoa                                | Cortometraje |
| 1995 | El disco                                                     | Rey                 | Juan Luis Jiménez de No y Miguel Marichalar Aranzadi   | Cortometraje |
| 1995 | Hotel y domicilio                                            | Policía del Juzgado | Ernesto del Río                                        | Largometraje |
| 1995 | ...Que ciento volando                                        | –                   | José García Hernández                                  | Cortometraje |
| 1996 | Cachito                                                      | Don Cayetano        | Enrique Urbizu                                         | Largometraje |
| 1996 | Canela que tú me dieras                                      | –                   | Gustavo Ferrada                                        | Cortometraje |
| 1996 | Tierra                                                       | Tomás               | Julio Medem                                            | Largometraje |
| 1996 | Agurra                                                       | Abuelo              | Iñaki Elizalde                                         | Cortometraje |
| 1996 | El buscador                                                  | Cura                | Damián Rubio                                           | Cortometraje |
| 1996 | Menos que cero                                               | Goyo                | Ernesto Tellería                                       | Largometraje |
| 1996 | Ya no me acuerdo                                             | Abuelo              | Morrosko Vila San Juan                                 | Cortometraje |
| 1996 | Sabor latino                                                 | Marcial             | Pedro Carvajal                                         | Largometraje |
| 1996 | Tabarka                                                      | Hermano Casanovas   | Domingo Rodes                                          | Largometraje |
| 1996 | Adiós prisión                                                | Cerebro             | Michael Aguiló                                         | Cortometraje |
| 1996 | Urgencia                                                     | Señor 1             | José Luis Serrano                                      | Cortometraje |
| 1997 | Hazlo por mí                                                 | Antonio Robles      | Ángel Fernández Santos                                 | Largometraje |
| 1997 | Suerte                                                       | Padre               | Ernesto Tellería                                       | Largometraje |
| 1997 | La fabulosa historia de Diego Marín                          | Abuelo              | Fidel Cordero                                          | Largometraje |
| 1997 | Planeta extraño                                              | Don José            | Pedro Pérez Jiménez                                    | Cortometraje |
| 1997 | Cien maneras de hacer el pollo al txilindrón                 | Setero              | Kepa Sojo                                              | Cortometraje |
| 1997 | Todos a tus pies                                             | Don Eulogio         | Gustavo Ferrada                                        | Cortometraje |
| 1997 | La gentileza de los desconocidos                             | Walberg             | Luis M. Alonso                                         | Cortometraje |
| 1998 | Manos de seda                                                | Anticuario          | César Martínez Herrada                                 | Largometraje |
| 1998 | La vuelta de El Coyote                                       | Funcionario         | Mario Camus                                            | Largometraje |
| 1998 | Atilano, presidente                                          | Esteve              | Santiago Aguilar y Luis Guridi                         | Largometraje |
| 1998 | La hora de los valientes                                     | Cuñado del Profesor | Antonio Mercero                                        | Largometraje |
| 1998 | Feliz Navidad                                                | Rey Mago            | Óscar del Caz                                          | Cortometraje |
| 1998 | María                                                        | Abuelo              | Jesús Solera                                           | Cortometraje |
| 1999 | Rincones del paraíso                                         | Cliente 2           | Carlos Pérez Merinero                                  | Largometraje |
| 1999 | Las huellas borradas                                         | Eutimio             | Enrique Gabriel                                        | Largometraje |
| 1999 | Patesnak, un cuento de Navidad                               | Viejo               | Iñaki Elizalde                                         | Cortometraje |
| 1999 | Lorca                                                        | Abuelo              | Iñaki Elizalde                                         | Cortometraje |
| 1999 | Cuando vuelvas a mi lado                                     | Emilio              | Gracia Querejeta                                       | Largometraje |
| 1999 | Pídele cuentas al rey                                        | Hombre con boina    | José Antonio Quirós                                    | Largometraje |
| 1999 | El beso de la tierra                                         | José                | Lucinda Torre                                          | Cortometraje |
| 1999 | Ángel                                                        | –                   | Pablo Cantos                                           | Cortometraje |
| 1999 | Mi Rosita                                                    | Manolo              | Ángeles Diemant-Hartz                                  | Cortometraje |
| 1999 | Elena                                                        | –                   | Jesús García-Soler                                     | Cortometraje |
| 2000 | Maestros                                                     | –                   | Óscar del Caz                                          | Largometraje |
| 2000 | Leo                                                          | Don Miguel          | José Luis Borau                                        | Largometraje |
| 2000 | Aunque tú no lo sepas                                        | Benito              | Juan Vicente Córdoba                                   | Largometraje |
| 2000 | El viaje de Arián                                            | Padre de Arián      | Eduardo Bosch                                          | Largometraje |
| 2000 | La gran vida                                                 | –                   | Antonio Cuadri                                         | Largometraje |
| 2000 | La escapada                                                  | Pepe                | David Gallart                                          | Cortometraje |
| 2000 | Anoche soñé que habías muerto                                | Vagabundo           | Javier Marmolejo                                       | Cortometraje |
| 2000 | Nada                                                         | –                   | David Abajo, David Fernández y Luis Santamaría Morales | Cortometraje |
| 2000 | Viaje de ida y vuelta                                        | –                   | Nuria Cabestany                                        | Largometraje |
| 2000 | Roso                                                         | –                   | César Fernández Jiménez                                | Cortometraje |
| 2001 | Carne de gallina                                             | Luisón              | Javier Maqua                                           | Largometraje |
| 2002 | El refugio del mal                                           | Sr. Santos          | Félix Cábez                                            | Largometraje |
| 2003 | Pacto de brujas                                              | Liceo               | Javier Elorrieta                                       | Largometraje |
| 2003 | Se buscan abrazos                                            | Inocencio           | Manuel García Serrano                                  | Cortometraje |
| 2003 | El misterio Galíndez                                         | Tío de Ricardo      | Gerardo Herrero y Leigh Romero                         | Largometraje |
| 2003 | Niebla                                                       | Juan                | Mónica Alonso                                          | Cortometraje |
| 2003 | Crédito cero                                                 | –                   | Rubén Salazar                                          | Largometraje |
| 2003 | Historia de un puñal                                         | Sacerdote           | Joan Ayllón                                            | Cortometraje |
| 2004 | Muertos comunes                                              | Vecino de Huete     | Norberto Ramos del Val                                 | Largometraje |
| 2004 | Matar al ángel                                               | Rabino              | Daniel Múgica                                          | Largometraje |
| 2004 | Un héroe de acción                                           | –                   | Gorka Losada                                           | Cortometraje |
| 2005 | Para que no me olvides                                       | Julián              | Patricia Ferreira                                      | Largometraje |
| 2005 | Obaba                                                        | Tomás               | Montxo Armendáriz                                      | Largometraje |
| 2005 | Somne                                                        | Marquina            | Isidro Ortiz                                           | Largometraje |
| 2005 | Mala sombra                                                  | Entrenador Robles   | Miguel Ángel Escudero                                  | Cortometraje |
| 2005 | La doctora sonrisas                                          | Inocencio, Rey      | Manuel García Serrano                                  | Cortometraje |
| 2005 | Se vende                                                     | –                   | Carlos López Martínez                                  | Cortometraje |
| 2006 | El síndrome de Svensson                                      | Viejillo            | Kepa Sojo                                              | Largometraje |
| 2006 | Las locuras de Don Quijote                                   | Don Quijote         | Rafael Alcázar                                         | Largometraje |
| 2006 | No me gustan los peces de colores                            | –                   | –                                                      | Cortometraje |
| 2007 | La mosquita muerta                                           | Narrador            | Imanol Rayo                                            | Cortometraje |
| 2007 | Shevernatze: Una epopeya marcha atrás                        | Penderling          | Pablo Palazón                                          | Largometraje |
| 2007 | 2 rivales casi iguales                                       | Don Jaime           | Miguel Ángel Calvo Buttini                             | Largometraje |
| 2007 | Salomón                                                      | Eusebio             | Ignacio Lasierra                                       | Cortometraje |
| 2007 | Le protecteur                                                | Perseguido 3        | Patxi Basabe                                           | Cortometraje |
| 2008 | Road Spain                                                   | –                   | Jordi Vidal                                            | –            |
| 2008 | Verde de otoño                                               | Bruno               | Eduardo H. Garza                                       | Cortometraje |
| 2008 | Todos estamos invitados                                      | Azcoaga             | Manuel Gutiérrez Aragón                                | Largometraje |
| 2008 | Imaginario                                                   | Cliente             | Pablo Cantos                                           | Cortometraje |
| 2008 | Cenizas del cielo                                            | Manolo              | José Antonio Quirós                                    | Largometraje |
| 2008 | El embaucador                                                | Anciano             | Daniel Romero                                          | Cortometraje |
| 2009 | Lo que dura la eternidad                                     | Padre               | Toño Martín                                            | Cortometraje |
| 2009 | La culona                                                    | Román               | Polo Menárguez                                         | Cortometraje |
| 2009 | Siempre hay tiempo                                           | Héctor              | Ana Rosa Diego                                         | Largometraje |
| 2010 | Llueve sobremojado                                           | Luis                | Joan Álvarez                                           | Cortometraje |
| 2010 | La vida fluye                                                | Indigente           | Toñi Martín                                            | Cortometraje |
| 2010 | Morir cada día                                               | –                   | Aitor Echeverría                                       | Cortometraje |
| 2010 | Vidas pequeñas                                               | Gumersindo          | Enrique Gabriel                                        | Largometraje |
| 2010 | Jaque                                                        | Miguel              | Íker Franco                                            | Vídeo        |
| 2010 | Sólo palabras                                                | Padre               | Yolanda Mulero                                         | Cortometraje |
| 2010 | Bisarmes                                                     | Güelo               | Francisco Martínez y Pablo A. Quiroga                  | Cortometraje |
| 2011 | 8                                                            | Abuelo              | Raúl Cerezo                                            | Cortometraje |
| 2011 | Posturas                                                     | Casimiro            | Álvaro Oliva                                           | Cortometraje |
| 2011 | Lección debida                                               | Alejandro           | Iván Ruiz Flores                                       | Largometraje |
| 2011 | Jugando con la muerte                                        | Abuelo Eusebio      | Paul Urkijo Alijo                                      | Cortometraje |
| 2011 | Área de descanso                                             | Abuelo              | Michael Aguiló                                         | Largometraje |
| 2011 | Un cuento de pocas palabras                                  | Emilio              | Daniel Cortázar                                        | Cortometraje |
| 2012 | Baztán                                                       | Don Gregorio        | Iñaki Elizalde                                         | Largometraje |
| 2012 | Chan Chan                                                    | Ramón               | Pilar Palomero                                         | Cortometraje |
| 2013 | Caminante                                                    | Santiago            | Joaquín Calderón                                       | Cortometraje |
| 2014 | Objetos perdidos                                             | Don Manuel          | Álvaro Oliva                                           | Cortometraje |
| 2014 | Estado de bienestar                                          | –                   | Jorge Calvo                                            | Cortometraje |
| 2014 | Agur                                                         | Abuelo              | David Pérez Sañudo                                     | Cortometraje |
| 2015 | Broken Basket                                                | –                   | Roberto Ruiz Céspedes                                  | Cortometraje |
| 2015 | El audífono                                                  | Fernando            | Samuel Quiles Palop                                    | Cortometraje |
| 2015 | El bosque negro                                              | –                   | Paul Urkijo Alijo                                      | Cortometraje |
| 2016 | Agustín                                                      | Manolo              | Javier Celay                                           | Cortometraje |
| 2016 | Las mujeres de Cervantes                                     | Cervantes           | Rafael Alcázar                                         | –            |
| 2016 | El andar del borracho                                        | Fidel               | Pol Armengol                                           | Cortometraje |
| 2016 | Cefalea                                                      | Marcelino           | María Sánchez Testón                                   | Cortometraje |
| 2016 | 249. La noche en que una becaria encontró a Emiliano Revilla | Emiliano Revilla    | Luis María Ferrández                                   | Largometraje |
| 2017 | Que baje Dios y lo vea                                       | Padre Huerto        | Curro Velázquez                                        | Largometraje |
| 2018 | Tournees                                                     | Directivo de radio  | Israel González                                        | Cortometraje |
| 2018 | Ola de crímenes                                              | Padre de Andoni     | Gracia Querejeta                                       | Largometraje |
| 2019 | Lo nunca visto                                               | Paco                | Marina Seresesky                                       | Largometraje |
| 2019 | Stalingrado                                                  | Iñaki               | Amaia San Sebastián                                    | Cortometraje |
| 2019 | El silencio de la ciudad blanca                              | Don Tiburcio        | Daniel Calparsoro                                      | Largometraje |
| 2020 | El frontón más largo del mundo                               | Maestro             | Luis Alberto Cabezón                                   | Cortometraje |
| 2021 | Polvo somos                                                  | –                   | Estibaliz Urresola Solaguren                           | Cortometraje |
| 2024 | Nidels                                                       | Zors el mago        | Alfredo José Espinal Lacunza                           | Cortometraje |

### Televisión (listado incompleto)
| Año               | Título                              | Personaje                                                 | Canal                                      | Notas |
| ----------------- | ----------------------------------- | --------------------------------------------------------- | ------------------------------------------ | --- |
| 1990              | Del Miño al Bidasoa                 | –                                                         | La 1                                       | Miniserie. 1×04 |
| 1993              | El joven Picasso                    | –                                                         | Canal Sur, ETB2, Canal Nou, TVG y TV3      | Miniserie. 1×01 y 1×04 |
| 1994              | Terranova                           | Castro                                                    | ETB2, TVG y TV3                            | Serie |
| 1995              | Pepa y Pepe                         | Luis                                                      | La 1                                       | Serie. 2×05 |
| 1996              | Colegio Mayor                       | Millán                                                    | ETB2, Canal Nou y La 1                     | Serie. 2×03 |
| 1997              | Más que amigos                      | Padre de Bea                                              | Telecinco                                  | Serie. 1×07 |
| 1998, 2000-2001   | Periodistas                         | Mario (1×08), Isidoro (5×08) y Florentino Iglesias (7×01) | Telecinco                                  | Serie |
| 1998              | Blasco Ibáñez, la novela de su vida | Juez de Campo                                             | La 1                                       | Miniserie. 1×01, parte 1 |
| 1998              | La virtud del asesino               | –                                                         | La 2                                       | Serie. 1×09 |
| 1998              | Entre naranjos                      | Dr. Moreno                                                | La 1                                       | Miniserie. 1×01-1×02 |
| 1998              | A las once en casa                  | –                                                         | La 1                                       | Serie. 1×21 |
| 1998              | La vida en el aire                  | Luis                                                      | La 2                                       | Serie. 1×03 |
| 1998              | Ni contigo ni sin ti                | Dr. Garañón                                               | La 1                                       | Serie. 1×10-1×11 |
| 1998              | Entre dos fuegos                    | Marcial                                                   | ETB2                                       | Serie. 1×07 |
| 1998              | Hermanas                            | –                                                         | Telecinco                                  | Serie. 2×07 |
| 1999              | La casa de los líos                 | Braulio                                                   | Antena 3                                   | Serie. 4×11 |
| 1999, 2002 y 2008 | El comisario                        | Abducido (1×04), 4×10, Señor Silva (5×09) y 12×11         | Telecinco                                  | Serie |
| 1999              | Puerta con puerta                   | –                                                         | La 1                                       | Serie. 1×10 |
| 1999              | Médico de familia                   | –                                                         | Telecinco                                  | Serie. 9×08 |
| 2000              | Junts                               | Carlos                                                    | –                                          | Película de televisión |
| 2000-2001         | Policías, en el corazón de la calle | Cura (1×08-1×09) y El Pelusa (4×01)                       | Antena 3                                   | Serie |
| 2000              | La habitación blanca                | Portero                                                   | RTVE                                       | Película de televisión |
| 2000              | Paraíso                             | Don Anselmo                                               | La 1                                       | Serie. 1×03 |
| 2001              | Robles, investigador                | –                                                         | La 1                                       | Serie. 1×12 |
| 2002, 2005 y 2011 | Hospital Central                    | Manuel (3×05), Abraham (10×06) y Joaquín (19×18-19×19)    | Telecinco                                  | Serie |
| 2002              | San Antonio de Padua                | –                                                         | –                                          | Película de televisión |
| 2002              | Clara                               | –                                                         | Canal Sur, ETB2, Telemadrid, Canal 9 y TVG | Película de televisión |
| 2003-2004         | Un lugar en el mundo                | Antón                                                     | Antena 3                                   | Serie. 1×01-1×13 |
| 2004-2005         | Capital                             | Miguel                                                    | Telemadrid                                 | Serie |
| 2005              | Motivos personales                  | Guillermo del Valle                                       | Telecinco                                  | Serie. 2×05-2×06 |
| 2005-2008, 2015   | Cuéntame cómo pasó                  | Alfredo Jiménez Arroyo                                    | La 1                                       | Serie. 7×07-7×09, 7×16; 8×01-8×02, 8×04, 8×07-8×11, 8×13-8×15; 9×02, 9×05, 9×08-9×10, 9×12-9×14, 9×20, 9×22; 10×03, 10×12, 10×16; 16×11 |
| 2008              | Los Serrano                         | Tío Eusebio                                               | Telecinco                                  | Serie. 7×09 |
| 2011              | La duquesa II                       | Mayordomo                                                 | Telecinco                                  | Miniserie. 1×01-1×02 |
| 2011              | Los misterios de Laura              | Eduardo del Bosque Nájera                                 | La 1                                       | Serie. 2×01 |
| 2011              | Gran Hotel                          | Anselmo                                                   | Antena 3                                   | Serie. 1×02 |
| 2011              | Águila Roja                         | –                                                         | La 1                                       | Serie. 4×01 |
| 2012              | Con el culo al aire                 | Cura                                                      | Antena 3                                   | Serie. 1×13 |
| 2012              | Aída                                | Sr. Bouza                                                 | Telecinco                                  | Serie. 9×40 |
| 2012              | La conspiración                     | Conde Rodezno                                             | ETB2 y La 1                                | Película de televisión |
| 2015              | Rabia                               | Adolfo Villanueva                                         | Cuatro                                     | Serie. 1×01 |
| 2016              | Bajo sospecha                       | Don Pedro                                                 | Antena 3                                   | Serie. 2×03-2×04 |
| 2016              | Euskolegas                          | –                                                         | ETB2                                       | Serie. 2×02 |
| 2017              | El Ministerio del Tiempo            | Juan Ureña                                                | La 1                                       | Serie. 3×13 |
| 2020              | La línea invisible                  | –                                                         | Movistar Plus+                             | Serie. 1×02 |
| 2020              | Mira lo que has hecho               | Señor Bodas de oro                                        | Movistar Plus+                             | Serie. 3×06 |
| 2020              | Patria                              | Obispo                                                    | HBO España                                 | Miniserie. 1×04 |